# Randusari (Semarang Selatan)
Randusari is een bestuurslaag in het regentschap Semarang van de provincie Midden-Java, Indonesië. Randusari telt 7216 inwoners (volkstelling 2010).